# Pegivirus

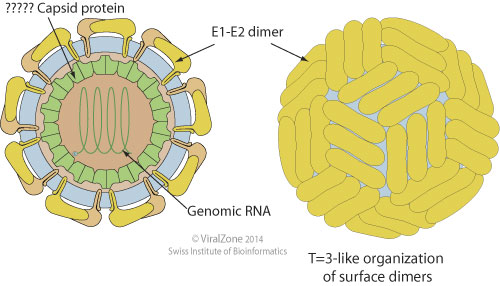
Disegno schematico di un virione Pegivirus (sezione trasversale e vista laterale)

Pegivirus è il nome approvato per un genere di singoli virus a RNA a filamento positivo nella famiglia Flaviviridae.

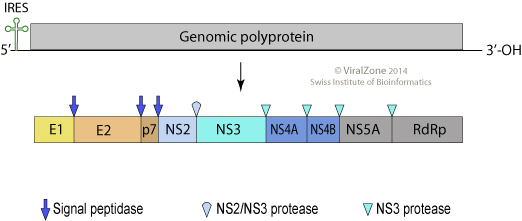
Genoma di Pegivirus

## Tassonomia
Le specie conosciute nel 2016 sono state classificate in 11 specie: Pegivirus A – K.
- Pegivirus A - specie tipo, include il virus GBV-A
- Pegivirus B include il virus GBV-D
- Pegivirus C include il virus GBV-C
- Pegivirus D include il virus associato alla malattia di Theiler
- Pegivirus E include il virus Equine pegivirus
- Pegivirus F include il virus Bat pegivirus
- Pegivirus G include il virus Bat pegivirus
- Pegivirus H include il virus Human pegivirus 2
- Pegivirus I include il virus Bat pegivirus
- Pegivirus J include il virus Rodent pegivirus
- Pegivirus K include il virus Porcine pegivirus